# Phyllolabis pubipennis
Phyllolabis pubipennis là một loài ruồi trong họ Limoniidae. Chúng phân bố ở miền Cổ bắc.